# Provincia de Palencia
Palencia es una provincia de España perteneciente a la comunidad autónoma de Castilla y León, en el noroeste de la península ibérica. Tiene 158 063 habitantes (INE 2024) y una extensión de 8052 km².
Su capital es la ciudad de Palencia y cuenta con 191 municipios. La provincia presenta una forma alargada de norte a sur, discurriendo en esta dirección dos ríos principales, el Pisuerga y el Carrión, que forman parte de la cuenca hidrográfica del Duero. Orográficamente, el norte provincial forma parte de la cordillera Cantábrica, con montañas como el pico Curavacas (2524 m s. n. m.), el Tres Provincias (2498 m s. n. m.) o el Espigüete (2451 m s. n. m.). La parte central y sur de la provincia es una planicie atravesada por los valles de los dos ríos mencionados y sus afluentes, así como por las llanuras amesetadas de Tierra de Campos y el Cerrato. La provincia limita al norte con la comunidad autónoma de Cantabria, al oeste con la provincia de León, al sur con la provincia de Valladolid y al este con la provincia de Burgos.
Las localidades más importantes de la provincia en cuanto a población y también desde el punto de vista histórico son Aguilar de Campoo, Guardo, Barruelo de Santullán, Cervera de Pisuerga, Herrera de Pisuerga, Saldaña, Carrión de los Condes, Osorno la Mayor, Paredes de Nava, Venta de Baños, Villamuriel de Cerrato y Dueñas, además de la propia capital provincial, Palencia.

## Símbolos
El escudo de la provincia de Palencia reúne los blasones de poblaciones que han sido cabeza de los antiguos partidos judiciales. En su parte central figuran las armas de la ciudad de Palencia, que consisten en un cuarteado que reúne la cruz otorgada a la ciudad por el rey Alfonso VIII por el comportamiento de los palentinos que participaron en la batalla de las Navas de Tolosa con el castillo, símbolo del antiguo Reino de Castilla.

## Geografía
La provincia de Palencia se caracteriza por tener dispares paisajes a lo largo de su territorio. Como bien se canta en su himno, hay «vega y valle, llanura y montaña». Palencia es una de las nueve provincias que conforman la comunidad autónoma de Castilla y León, España, y está situada al norte de la submeseta septentrional, entre Cantabria al norte, la provincia de Burgos al este, la de Valladolid al sur y León al oeste. Tiene una extensión territorial de 8029 km².
| Noroeste: León       | Norte: Cantabria | Nordeste: Cantabria |
| Oeste: León          |                  | Este: Burgos        |
| Suroeste: Valladolid | Sur: Valladolid  | Sureste: Burgos     |

### Orografía

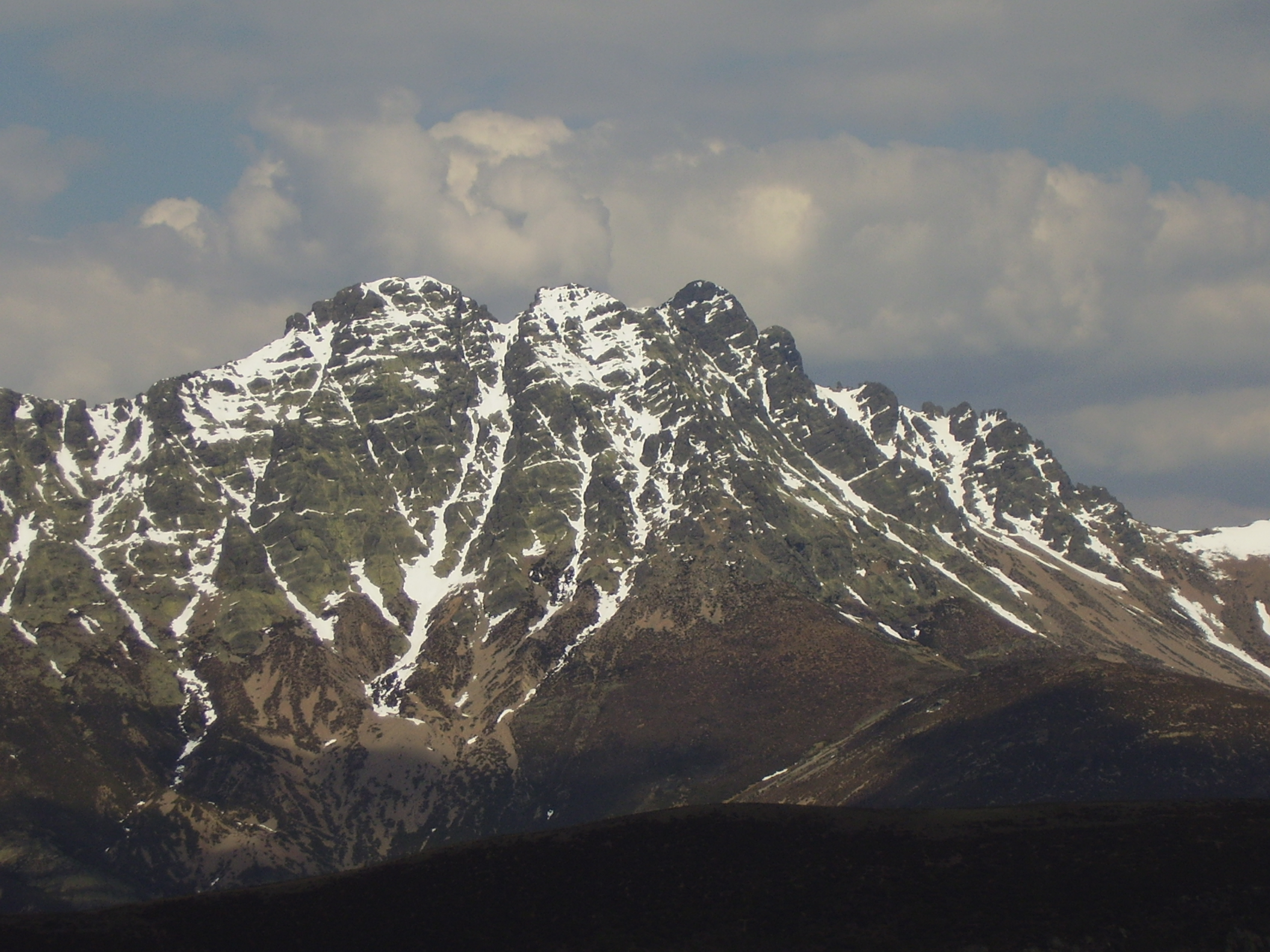
El Curavacas, de 2520 m de altura, es uno de los picos más importantes

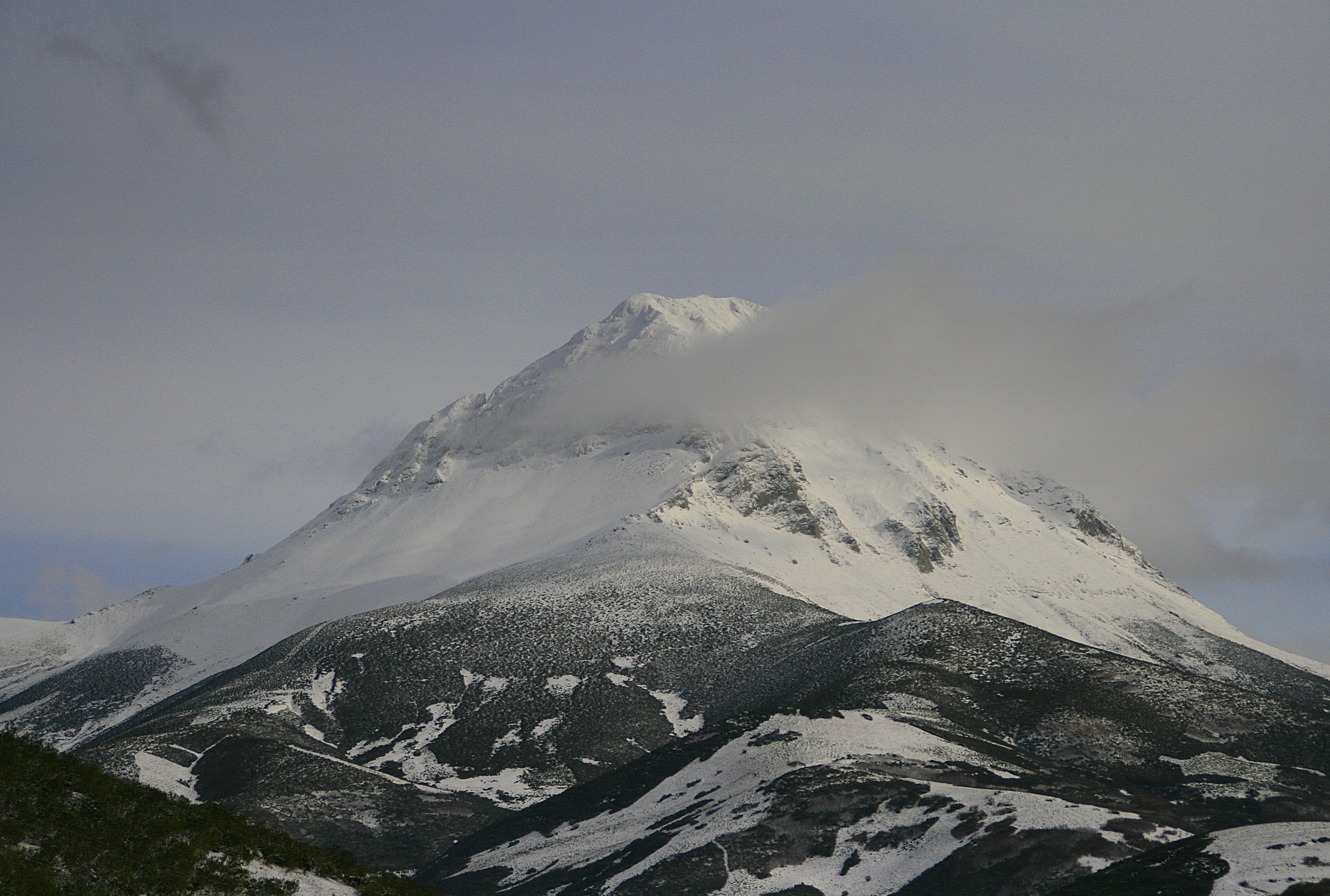
El pico Espigüete es uno de los más destacados de la provincia

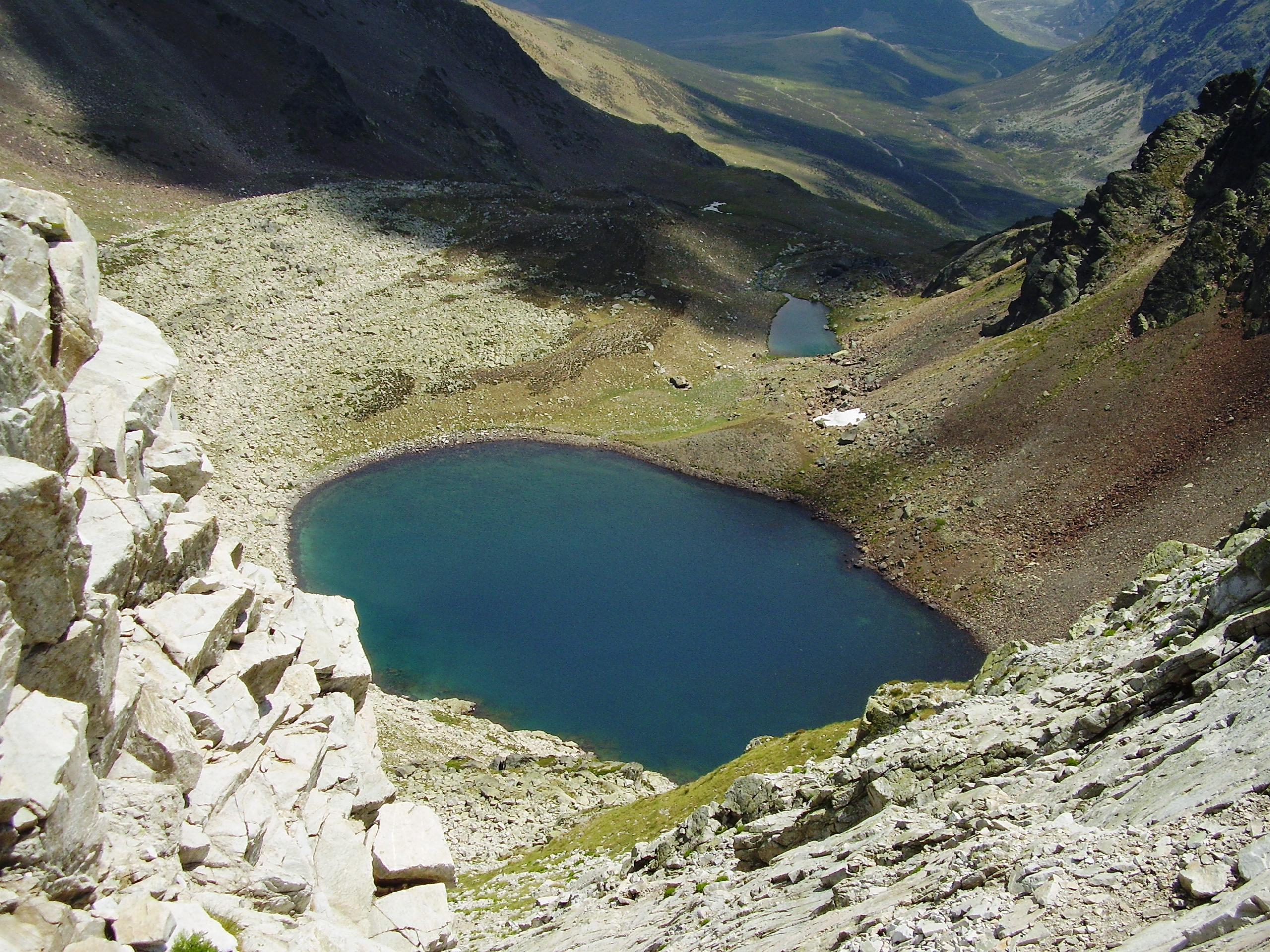
La Laguna de Fuentes Carrionas constituye una huella de la actividad glaciar pretérita en la península ibérica

La provincia apoya su límite septentrional sobre las altas cumbres de la cordillera Cantábrica. En el ángulo noroeste se alza, con su cúspide ya en la provincia de Cantabria, la ingente mole de Peña Prieta, con 2533 metros de altitud. A los costados meridional y oriental de esta se prolonga la gran alineación montañosa de Fuentes Carrionas, con otras alturas menores, como las de Espigüete y Valdecebollas, que rebasan los 2000 m., y en el límite provincial llega a 2010 en Peña Labra. El conjunto pierde altura en dirección sureste dentro de la provincia y accidenta así toda su parte septentrional. Se trata del borde montañoso del gran conjunto de la Meseta, que fue levantado por los plegamientos hercinianos en la Era Primaria y que, arrasado después, fue finalmente levantado de nuevo, con su cobertera de calizas secundarias, por los plegamientos alpinos de la Era Terciaria.
Los mismos plegamientos alpinos produjeron al sur de esa zona montañosa una falla longitudinal en la que el piedemonte serrano deja paso a la planicie meseteña. En esta, sobre la depresión que se formó entonces, se acumularon espesos depósitos finos en régimen lacustre. En la parte superior son de calizas; bajo éstas se hallan las arcillas. Los ríos que proceden de aquella zona serrana septentrional (Carrión, Valdavia, Burejo, Boedo y Pisuerga), al encajarse en la costra caliza, dejan altas mesas o páramos entre ellos. Más abajo, hacia el sur, han barrido casi por completo el caparazón calcáreo y labran sus valles, más amplios, sobre el tramo inferior de las arcillas, dando lugar así en toda la parte meridional de la provincia a otro nivel inferior, la campiña (Tierra de Campos y Valles de Cerrato). Está dominada por algunos resaltes calcáreos, los cerros testigos, al igual que en el páramo surgen a trechos algunos crestones de cuarcitas, avanzadas hacia el sur de la zona serrana septentrional.

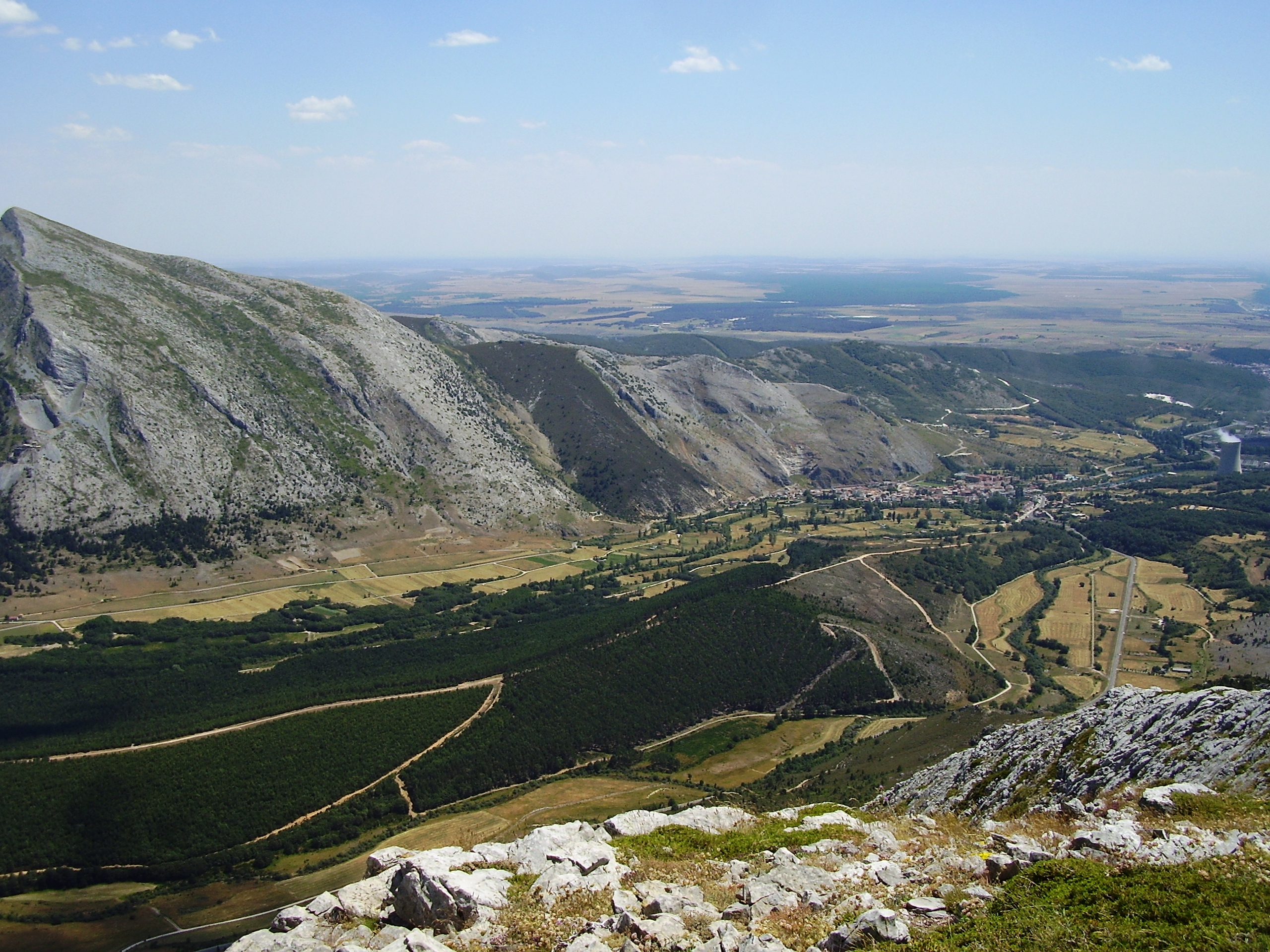
Valle del río Carrión a la altura de la localidad de Velilla del Río Carrión

Todos estos ríos, que uno de ellos, el Pisuerga, recoge, se benefician de las nieves de aquellas cumbres y aportan su caudal, a través de ese general colector, hacia el Duero, ya fuera de la provincia. El Pisuerga forma valle subsecuente desde Cervera de Pisuerga hasta Aguilar de Campoo. Aguas abajo, en Alar del Rey, deriva de él el canal de Castilla que, más adelante, se bifurca en dos tramos, uno que prosigue hasta Valladolid, y otro, el canal de Campos, que lo hace en una localidad de esta otra provincia. Se utilizan ahora para regadío, pero el canal de Castilla se construyó para que sirviera como vía de comunicación y salida hacia el pie de la cordillera Cantábrica de los trigos de Tierra de Campos. El Ebro toca el ángulo nordeste de la provincia palentina.

### Clima

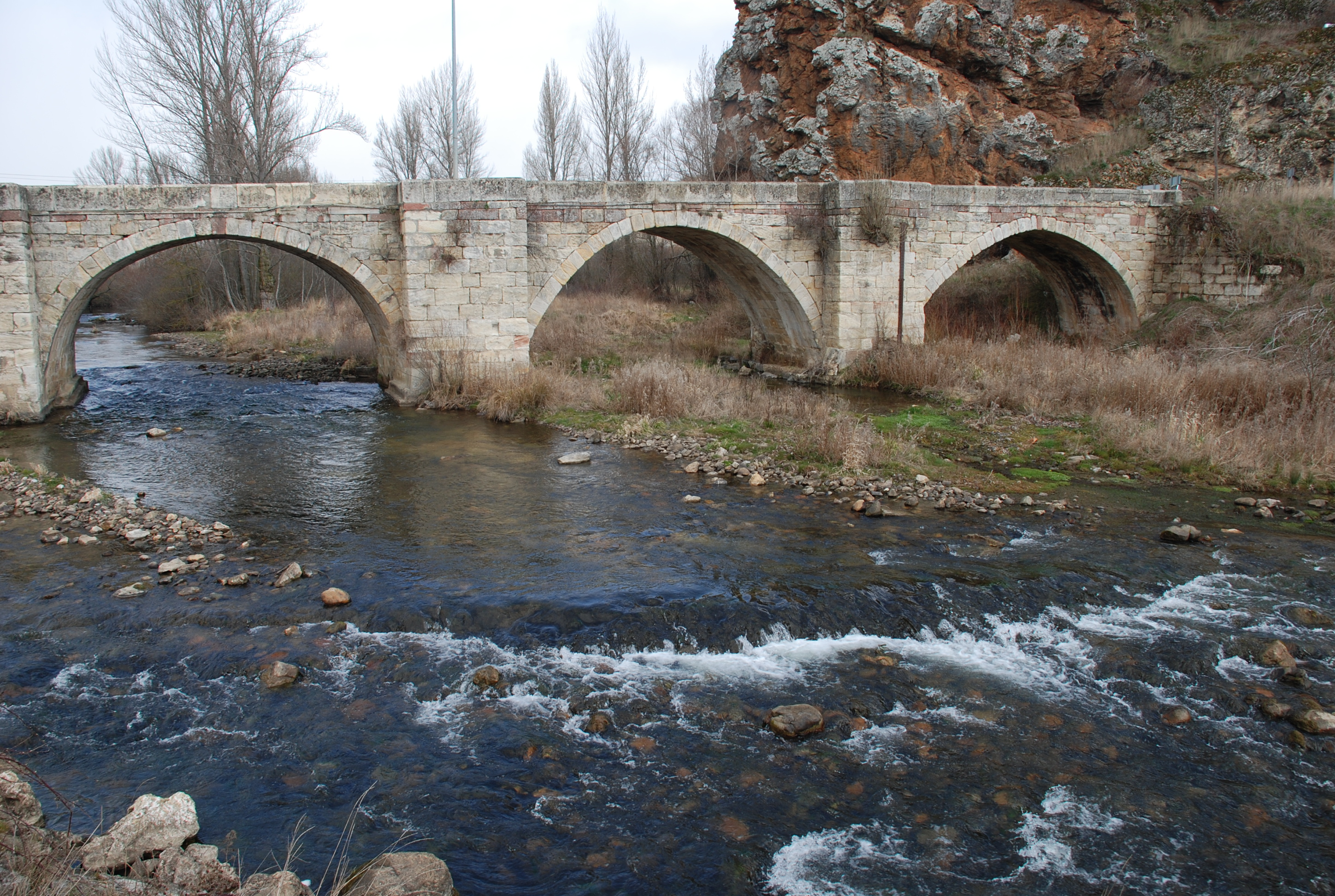
El río Pisuerga en Cervera

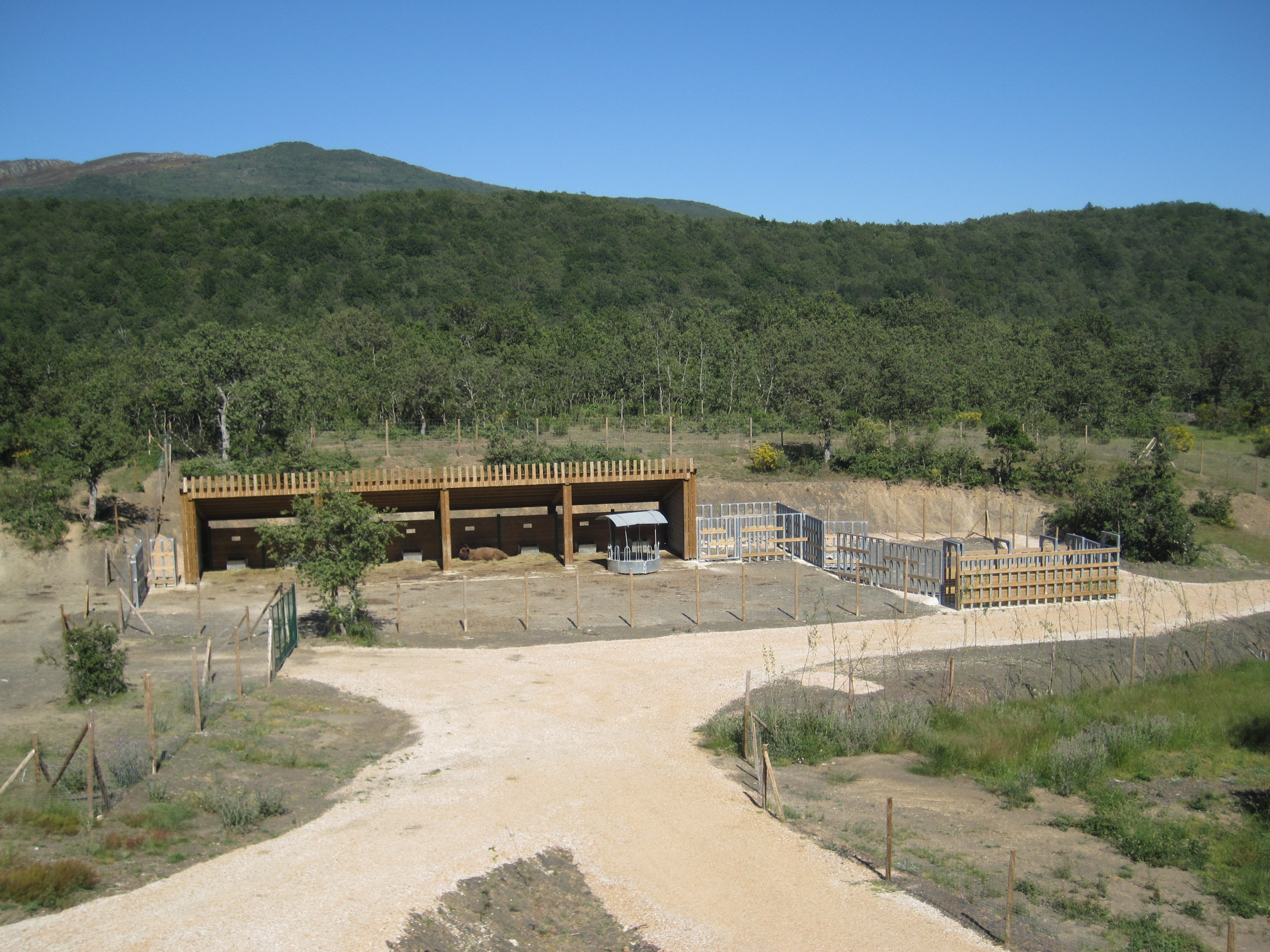
Parte de la Reserva del Bisonte Europeo en San Cebrián de Mudá

Según el atlas climático ibérico publicado por la AEMET, a la mayor parte de la provincia se corresponde con los climas Cfb y Csb (templado sin estación seca y templado con estación seca conocidos como oceánico típico y oceánico de transición). En las zonas más elevadas de la parte norte aparecen los climas de montaña Dsc y Dsb. 
Tradicionalmente se viene hablando de que en el norte se da un clima oceánico y de montaña y en el sur el mediterráneo continentalizado con influencia oceánica al encontrarse muy influenciado por la altitud (lo que propicia que las temperaturas medias anuales no rebasen los 10 °C y que las precipitaciones sean más abundantes y regulares que en las zonas mediterráneas ordinarias). 
La temperatura mínima absoluta ha llegado en alguna ocasión a -14 °C, y la máxima a 40 °C. Las máximas se atenúan con la altitud, según se aproxima a la zona más septentrional. Es en esta donde se registra, a favor del relieve, la mayor pluviosidad (se llegan a recoger alrededor de 1000 mm en el extremo norte provincial). A medida que se desciende hacia el sur las precipitaciones van disminuyendo por el páramo hacia la campiña meridional, donde se limita a unos 500 mm al año. En consecuencia, hay una vegetación boreal en las faldas serranas del norte, a base de hayas y robles principalmente, mientras se limita a encinares, choperas y prados cuanto más al sur. La media de días de precipitación al año ronda entre los 150 y los 100 en el tercio norte provincial y entre los 75 a los 100 en el resto.

### Hidrografía
El agua constituye un elemento importante en esta provincia, atravesada por dos importantes ríos: Pisuerga y Carrión, forma parte de la historia con el canal de Castilla. Además el nacimiento del Ebro se encuentra prácticamente en la frontera con Cantabria y este río se adentra ligeramente aguas abajo en Báscones de Ebro.

### Espacios naturales
En Palencia se sitúan grandes espacios protegidos, como el parque natural Montaña Palentina y el sitio RAMSAR de la Laguna de la Nava de Fuentes.

## Demografía
La población creció de manera moderada en la primera mitad del siglo XX, pasando de 192 473 habitantes en 1900 a 233 290 en 1950. Después se produjo un proceso inverso, con una disminución fruto de los flujos migratorios internos de España hacia las zonas más industrializadas. Así, en 1991 la población había descendido a 185 479 habitantes, con un notable envejecimiento. Así pues, hay que enmarcar la situación demográfica palentina en el contexto del grave problema de despoblación rural que sufre la comunidad autónoma de Castilla y León. Pese al crecimiento de la capital (13 126 habitantes en 1860, 41 796 en 1950, 82 169 en 2010), la población total de la provincia es inferior a la que tenía a mediados del siglo XIX (INE, censos de población).
Actualmente solo existe un núcleo de población que sobrepase los 10 000 habitantes que es Palencia con unos 80 000 aproximadamente. Bastante por detrás quedan Aguilar de Campoo, Guardo o Venta de Baños.
Gráfico de población de la provincia (púrpura) y su capital (azul)
La población de toda la provincia era de 162 035 personas en 2018, destacando que en la provincia existen 469 núcleos de población, de los cuales 191 son municipios (con ayuntamiento) y 278 son pedanías (entidades locales menores). Al relacionar la población provincial (excluida Palencia capital) con el número de localidades, resulta un tamaño medio de 193 habitantes por núcleo, herencia del sistema territorial de la Reconquista de la Meseta (siglos XIII-XIV).
Según datos del padrón de 2014, en la provincia existen:
- 71 municipios con una población menor de 101 habitantes
- 89 municipios con una población entre 101 y 500 habitantes
- 12 municipios con una población entre 501 y 1000 habitantes
- 8 municipios con una población entre 1001 y 2000 habitantes
- 12 municipios con una población de más de 2000 habitantes

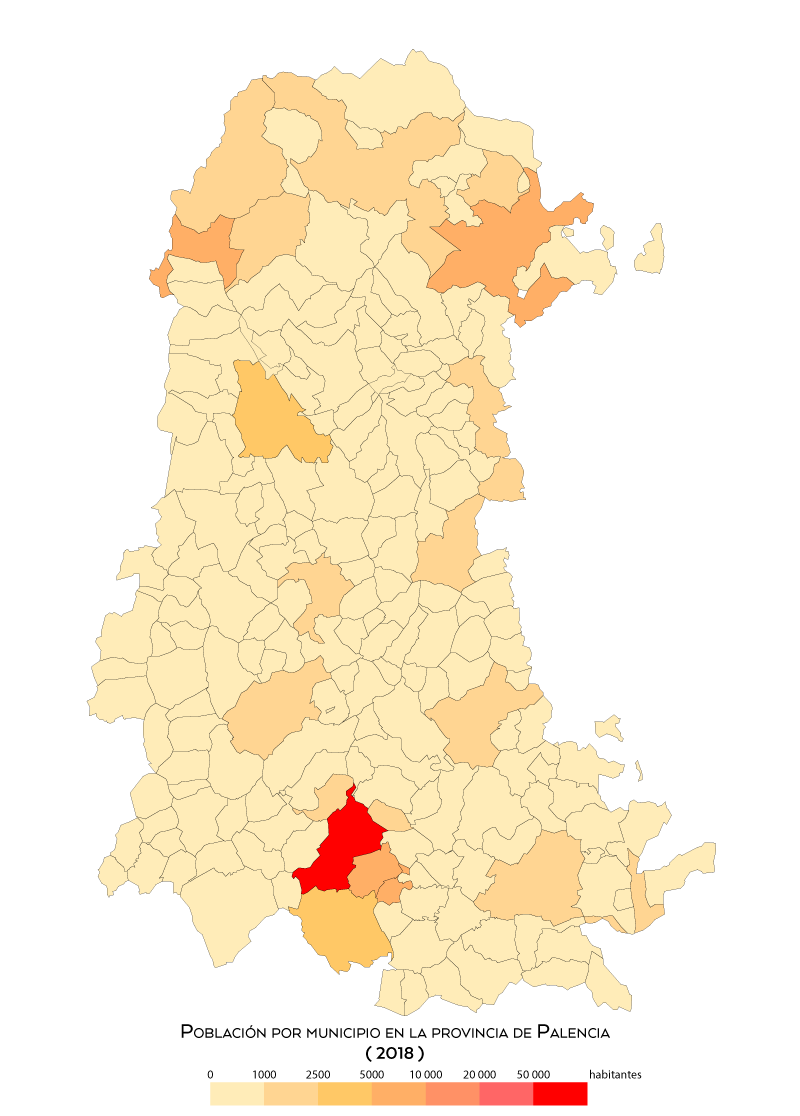
Población por municipio (2018)
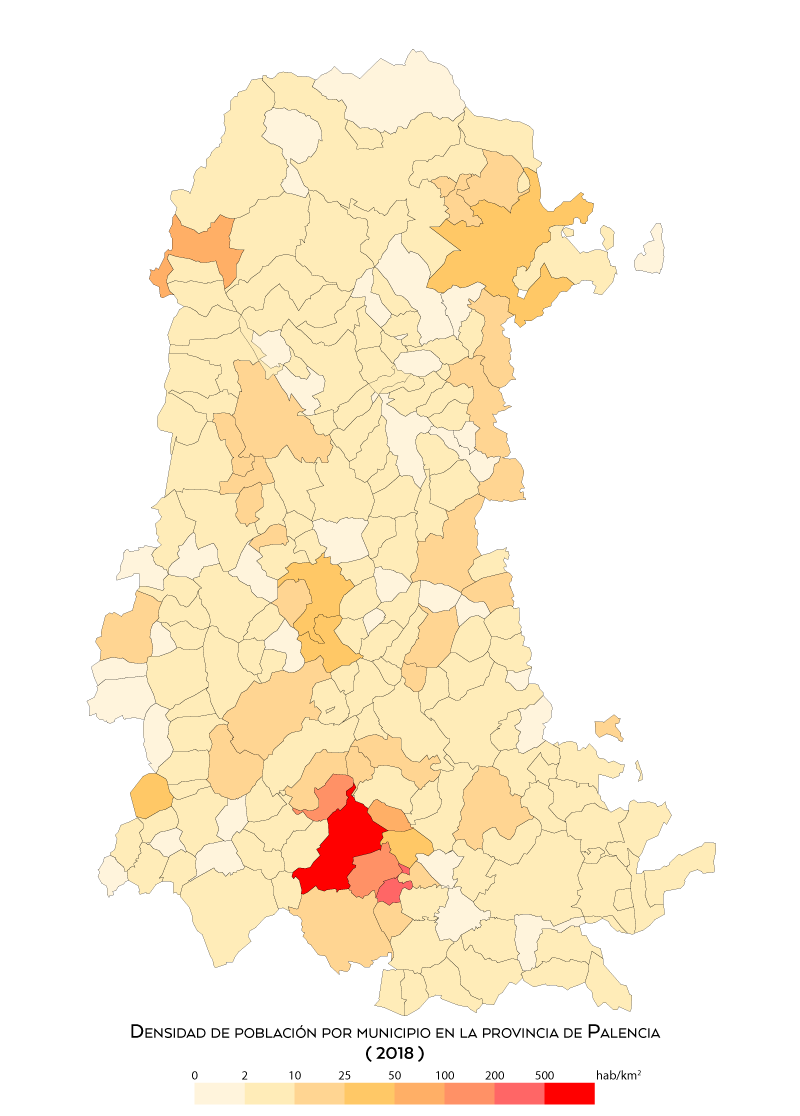
Densidad de población (2018)
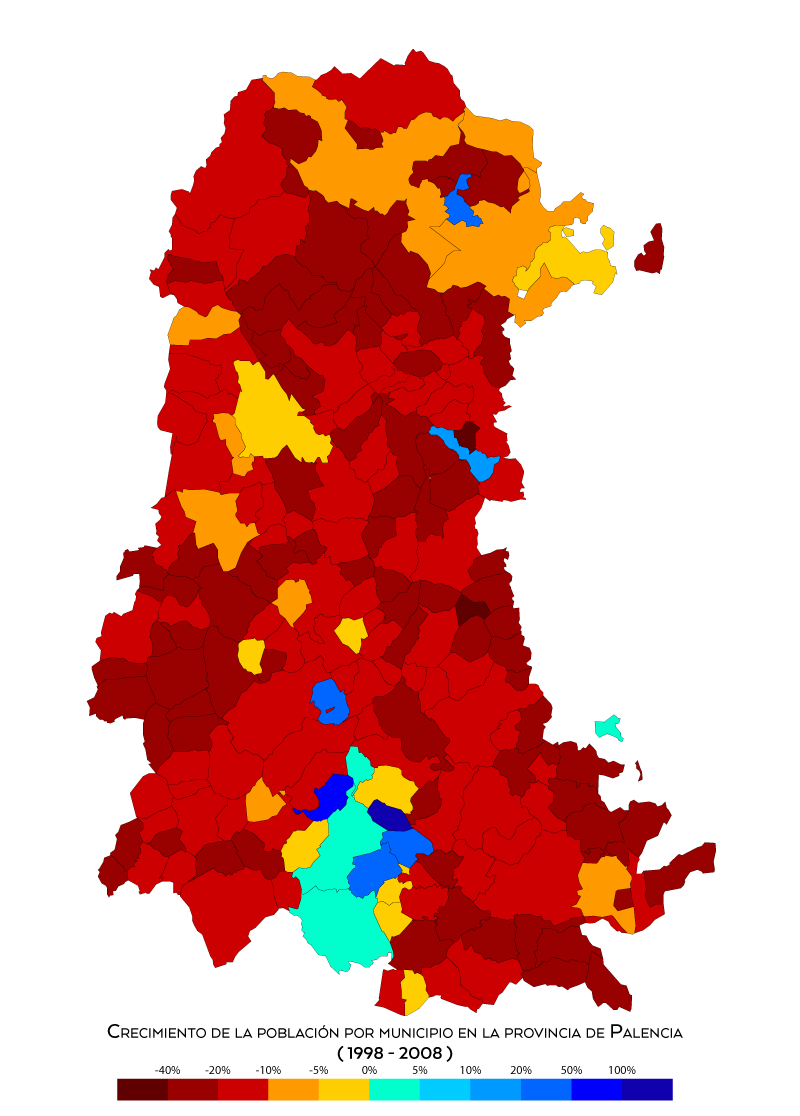
Crecimiento de población entre 1998 y 2008
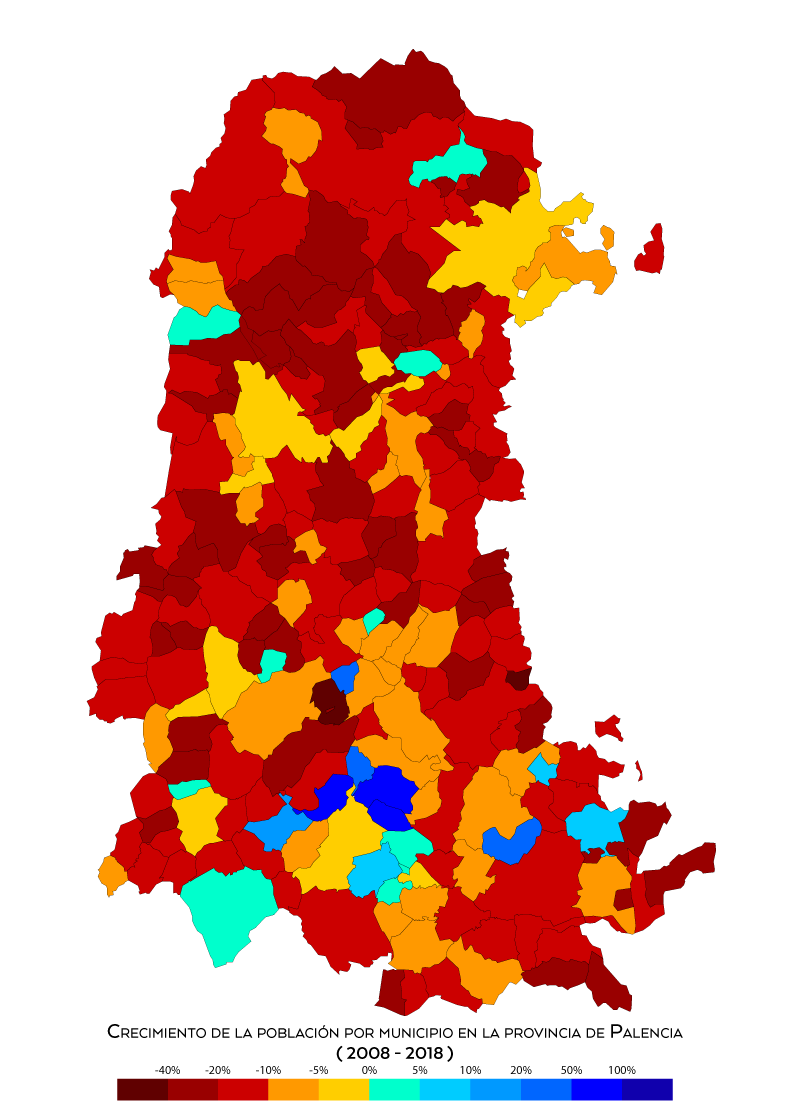
Crecimiento de población entre 2008 y 2018

La provincia de Palencia es la quinta de España con un mayor porcentaje de habitantes concentrados en su capital (48,53 %, frente al 31,96 % del conjunto de España).

## Servicios

### Red de carreteras
| Nombre                         | Desde/Hasta              | Ciudades importantes de Palencia por donde pasa                        |
| ------------------------------ | ------------------------ | ---------------------------------------------------------------------- |
| Autovía de Castilla            | Burgos-Portugal          | Dueñas, Venta de Baños, Torquemada, Palenzuela, Villodrigo             |
| Autovía de Tierra de Campos    | Palencia-Benavente       | Palencia                                                               |
| Autovía Cantabria-Meseta       | Venta de Baños-Santander | Palencia, Osorno, Herrera de Pisuerga, Alar del Rey, Aguilar de Campoo |
| Autovía del Camino de Santiago | Burgos-León              | Osorno, Carrión de los Condes                                          |
| Acceso Sureste a Palencia      | A-62-Palencia            | Magaz de Pisuerga, Palencia                                            |

| Nombre | Desde/Hasta        | Ciudades importantes de Palencia por donde pasa                                |
| ------ | ------------------ | ------------------------------------------------------------------------------ |
| N-120  | Logroño-Vigo       | Osorno, Carrión de los Condes                                                  |
| N-610  | Palencia-Benavente | Villamartín de Campos, Mazariegos, Castromocho, Villarramiel                   |
| N-611  | Palencia-Santander | Monzón de Campos, Osorno, Herrera de Pisuerga, Alar del Rey, Aguilar de Campoo |

| Nombre | Desde/Hasta     | Ciudades importantes de Palencia por donde pasa |
| ------ | --------------- | ----------------------------------------------- |
| E-80   | Lisboa-Gürbulak | Dueñas, Venta de Baños, Villodrigo              |

### Ferrocarril
El servicio de Cercanías León llega, mediante su línea , hasta el municipio de Guardo en el límite de esta provincia. El resto del ferrocarril León-Bilbao, que cruza la montaña palentina de oeste a este, está surtido por el único servicio diario de la línea de Media Distancia .

## Organización territorial

Comarcas administrativas

Comarcas naturales

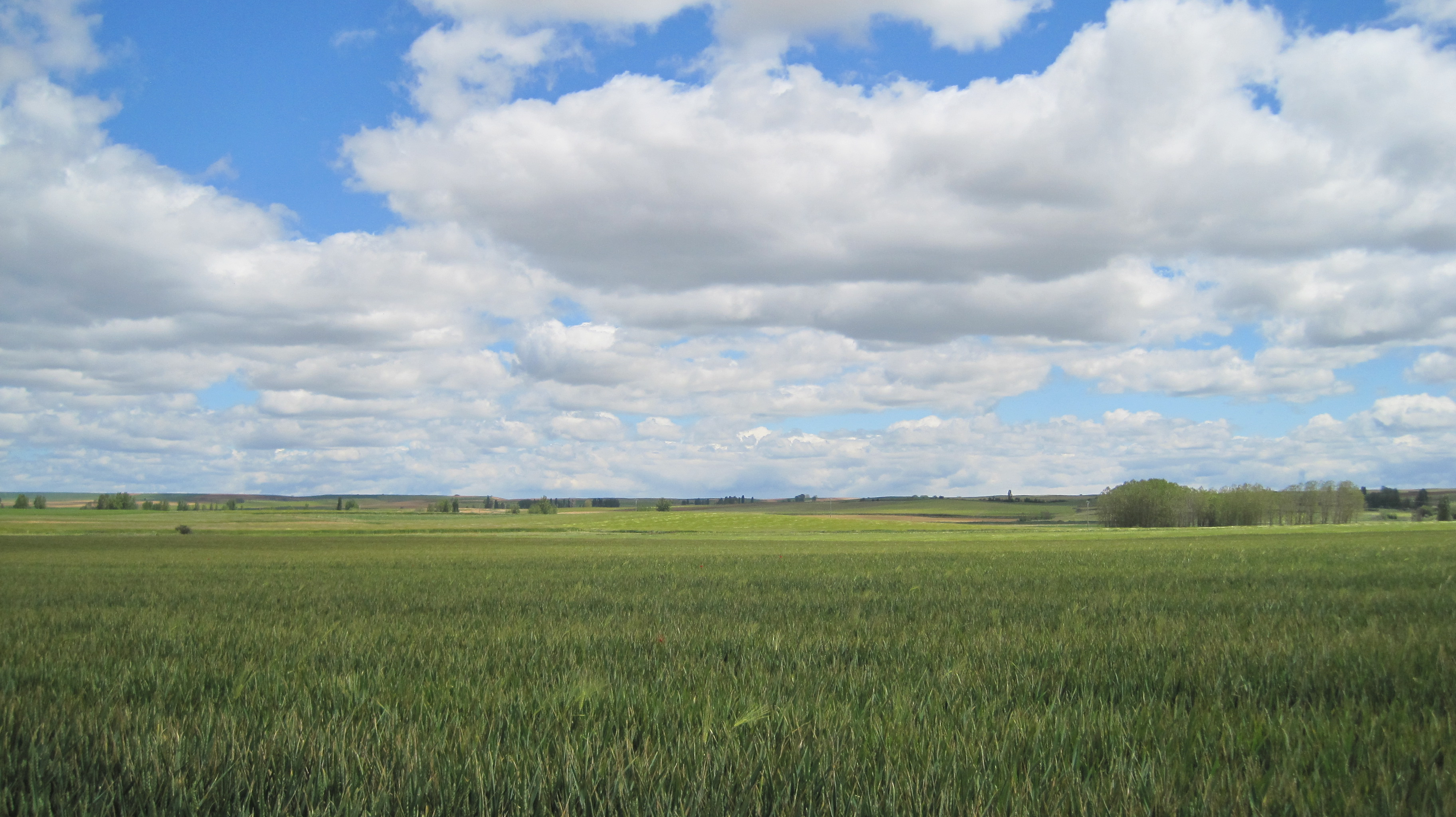
Campos de cultivo en la Tierra de Campos palentina

Palencia está dividida en 191 municipios, y su gobierno y administración recaen en la Diputación Provincial de Palencia. La Diputación Provincial está integrada, como órganos de Gobierno de la misma, por el presidente, los vicepresidentes, la Junta de Gobierno y el Pleno. La corporación provincial está integrada por 25 diputados, representantes de los siete partidos judiciales existentes en 1979.

### Comarcas
Las comarcas de la provincia están clasificadas en diferentes categorías, según uso u origen:
- Comarcas históricas: Comarcas existentes y con historia propia.
- Comarcas naturales: Ministerio de Medio Ambiente de España
- Comarcas agrícolas: Ministerio de Agricultura, Pesca y Alimentación de España
- Comarcas (no catalogadas): aquellas popularmente denominadas comarcas, que son una zona con intereses o paisajes semejantes.

La provincia de Palencia no tiene una división oficial de comarcas, por lo que, siguiendo criterios distintos, encontramos diferentes comarcalizaciones. Así, aparecerán comarcas naturales, administrativas, históricas o agrícolas.
Comarcas usadas por la Diputación
La provincia de Palencia puede dividirse en cuatro comarcas. 
Es la división subprovincial utilizada por la Diputación de Palencia en sus publicaciones. 
Las 4 comarcas son las siguientes:
- Cerrato Palentino
- Montaña Palentina
- Páramos Valles
- Tierra de Campos

Comarcas naturales
La división en comarcas naturales es, de norte a sur, la siguiente:
- La Montaña
- La Valdivia
- Boedo-Ojeda
- Vega-Valdavia
- Tierra de Campos
- El Cerrato

Comarcas agrícolas
Los municipios palentinos están agrupados en siete comarcas agrarias definidas por el M.A.P.A. (Ministerio de Agricultura, Pesca y Alimentación).
- El Cerrato
- Tierra de Campos
- Vega-Valdavia
- Boedo-Ojeda
- Comarca de Guardo
- Comarca de Cervera de Pisuerga
- Comarca de Aguilar de Campoo

Comarcas históricas
El término de comarca histórica en Palencia, se refiere a aquellas regiones creadas en el siglo XIV, bajo el nombre de merindades, nombre no vigente en la actualidad. Dichas merindades quedaron reflejadas y delimitadas en el libro Becerro de las Behetrías de Castilla. Una de ellas fue El Cerrato castellano.

### Partidos judiciales
| Partido judicial                | Pueblos | Pob. (1834) | Ayuntamientos | Pob. (1860) | Ayunt. (1950) | Pob. (1950) |
| ------------------------------- | ------- | ----------- | ------------- | ----------- | ------------- | ----------- |
| Astudillo                       | 27      | 18 613      | 24            | 21 652      | 23            | 15 854      |
| Baltanás                        | 27      | 16 089      | 27            | 19 649      | 27            | 22 047      |
| Carrión de los Condes (vigente) | 55      | 17 015      | 39            | 23 238      | 38            | 23 524      |
| Cervera de Pisuerga (vigente)   | 179     | 23 592      | 50            | 31 629      | 51            | 50 674      |
| Frechilla                       | 34      | 26 220      | 32            | 27 472      | 32            | 23 952      |
| Palencia (vigente)              | 26      | 26 792      | 21            | 32 678      | 22            | 66 125      |
| Saldaña                         | 108     | 20 170      | 54            | 29 637      | 54            | 33 832      |
| Total                           | 456     | 148 491     | 247           | 185 360     | 247           | 236 008     |

A la caída del Antiguo Régimen se constituyen los ayuntamientos constitucionales agrupándose en siete partidos judiciales tal como consta en el Real Decreto de 21 de abril de 1834.
La siguiente relación es de 1867.
El censo de 1950 refleja el momento de mayor expansión demográfica previa al éxodo rural que culminaría con la reducción a tres del número de partidos.
Conforme a la vigente Ley de Demarcación y Planta Judicial de 1988, la provincia de Palencia cuenta con tres partidos judiciales, con sede en Palencia, Carrión de los Condes y Cervera de Pisuerga.

### Mancomunidades
Las mancomunidades son agrupaciones voluntarias de municipios para la gestión en común de determinados servicios de competencia municipal. Se encuentran legisladas bajo el control del Ministerio de Administraciones Públicas de España.

## Historia

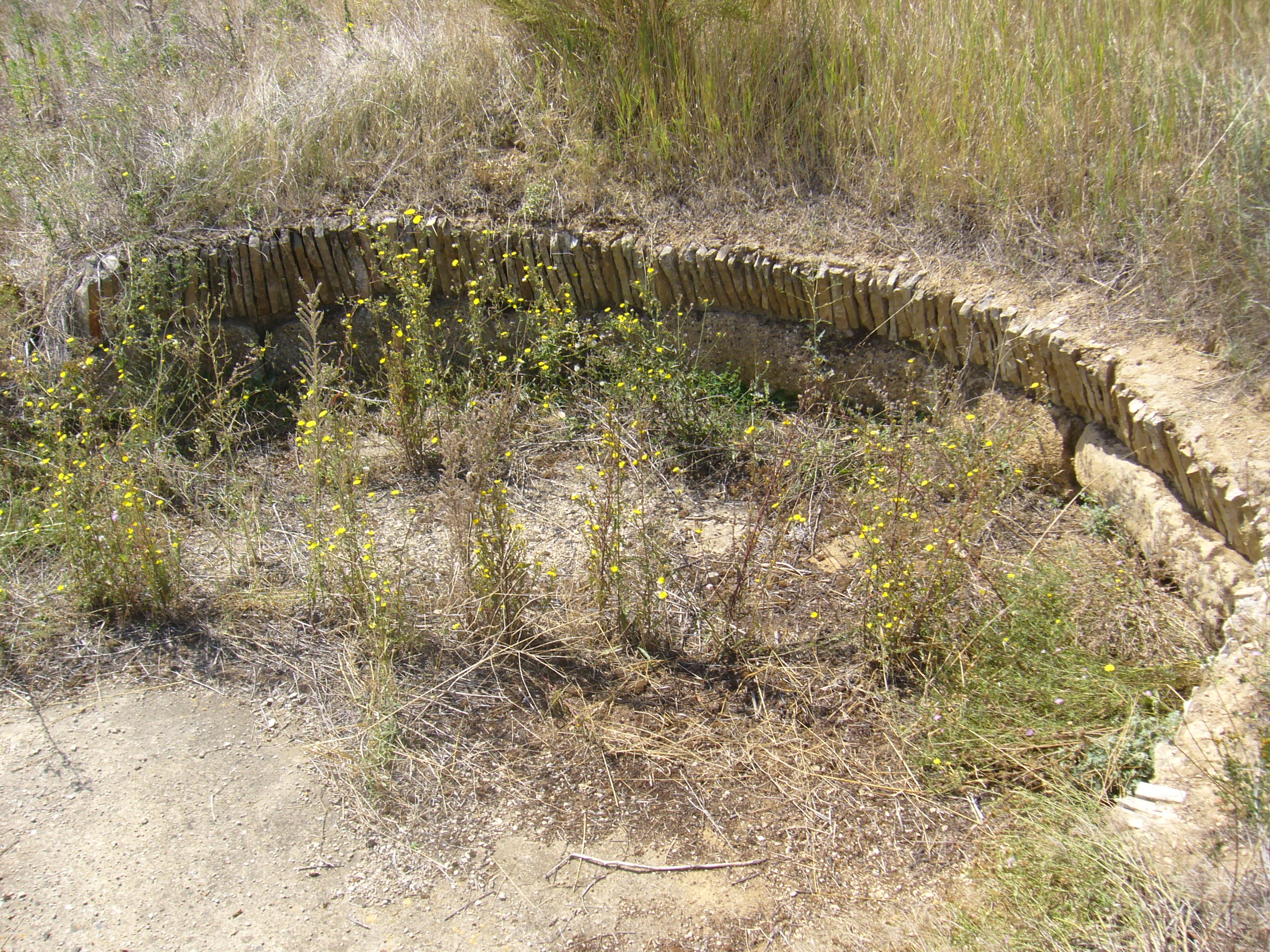
Dolmen de La Velilla, en la localidad de Osorno la Mayor

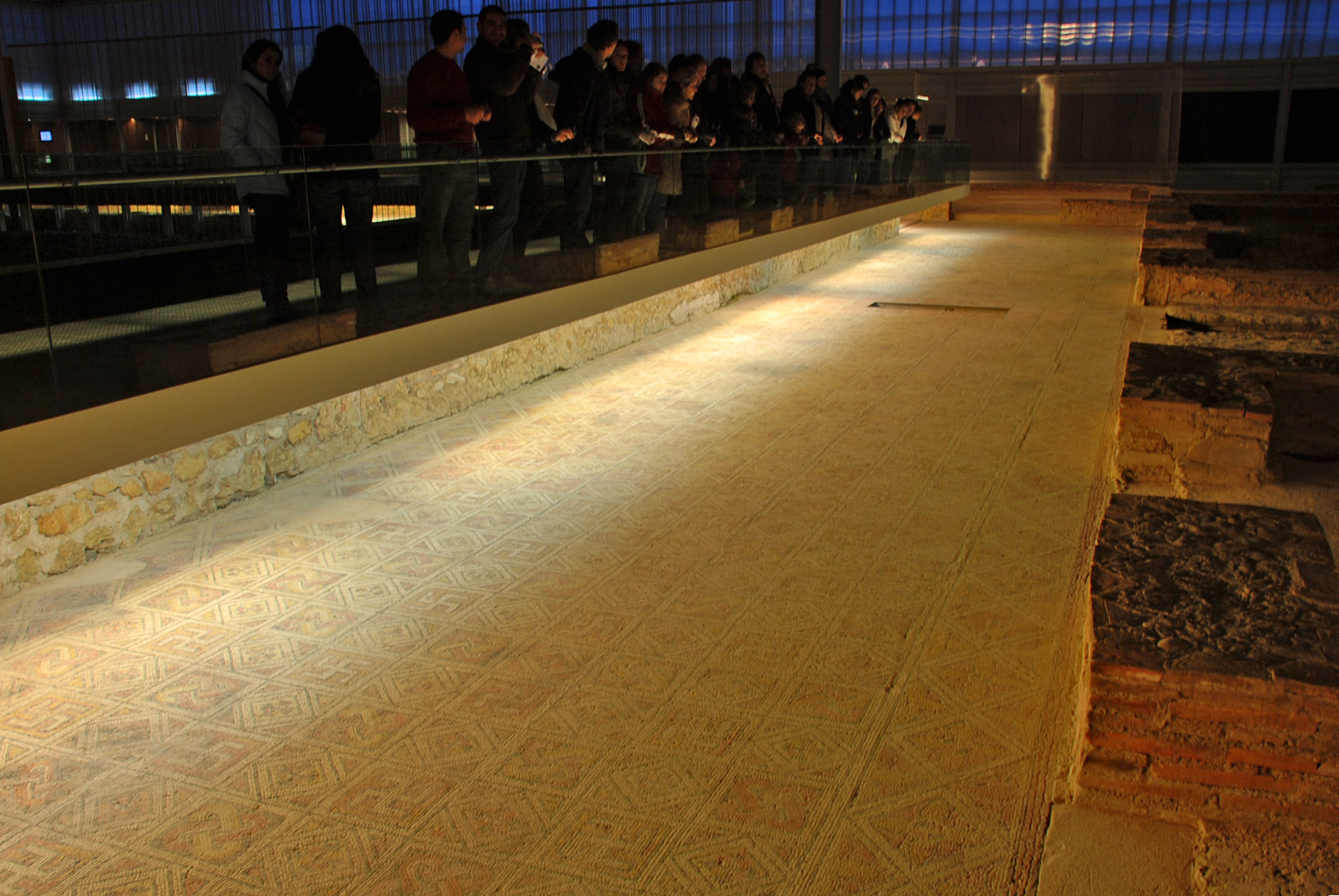
Villa romana de la Olmeda

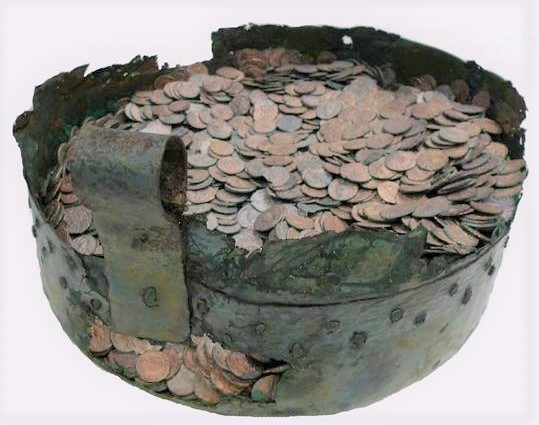
Tesoro de Valsadornín, uno de los conjuntos monetarios más grandes descubierto en toda la península

### Antecedentes
Existen vestigios desde la época prehistórica pasando por una época romana de gran esplendor, reflejada en las villas romanas de La Olmeda cerca de Saldaña, o La Tejada en Quintanilla de la Cueza. Durante la Edad Media, los visigodos llevaron a Palencia a otra época de bienestar (quedan vestigios en la cripta de San Antolín de la catedral y en la ermita de San Juan de Baños). Posteriormente la provincia fue fruto de conflictos permanentes por su condición de frontera entre el reino de León y el de Castilla. Uno de los hitos más remarcables de la historia de Palencia se dio durante el siglo XIII, con la fundación de la primera universidad de España y una de las primeras del mundo. A partir de la Edad Moderna, la pujanza de otros centros como Valladolid, desplazó a Palencia al papel de centro secundario.

### Creación de la provincia
La provincia de Palencia, al igual que el resto de provincias actuales españolas, fue ideada en 1833 por Javier de Burgos sobre los límites de los antiguos reinos hispánicos. Esta nueva provincia castellana se forma desgajando la parte central de la de Toro, que desde entonces queda tripartita en torno a las ciudades de Toro, Carrión de los Condes y Reinosa. Cada uno de estos territorios formaban un partido-corregimiento, formados respectivamente por 61, 165 y 155 pueblos.
Precisamente las anexiones o separaciones de los partidos de Carrión y de Reinosa a la provincia de Palencia, producirán notables variaciones en sus límites geográficos. Esto hace que ya a finales de Antiguo Régimen la provincia de Palencia aparezca configurada con dos demarcaciones: la demarcación pequeña, que excluye a los partidos de Carrión y Reinosa, y la demarcación grande que los incluye a partir de 1804.
A finales del siglo XX y principios del XXI la provincia ha resurgido como un importante nudo de comunicaciones entre la meseta y la costa cantábrica.

## Cultura

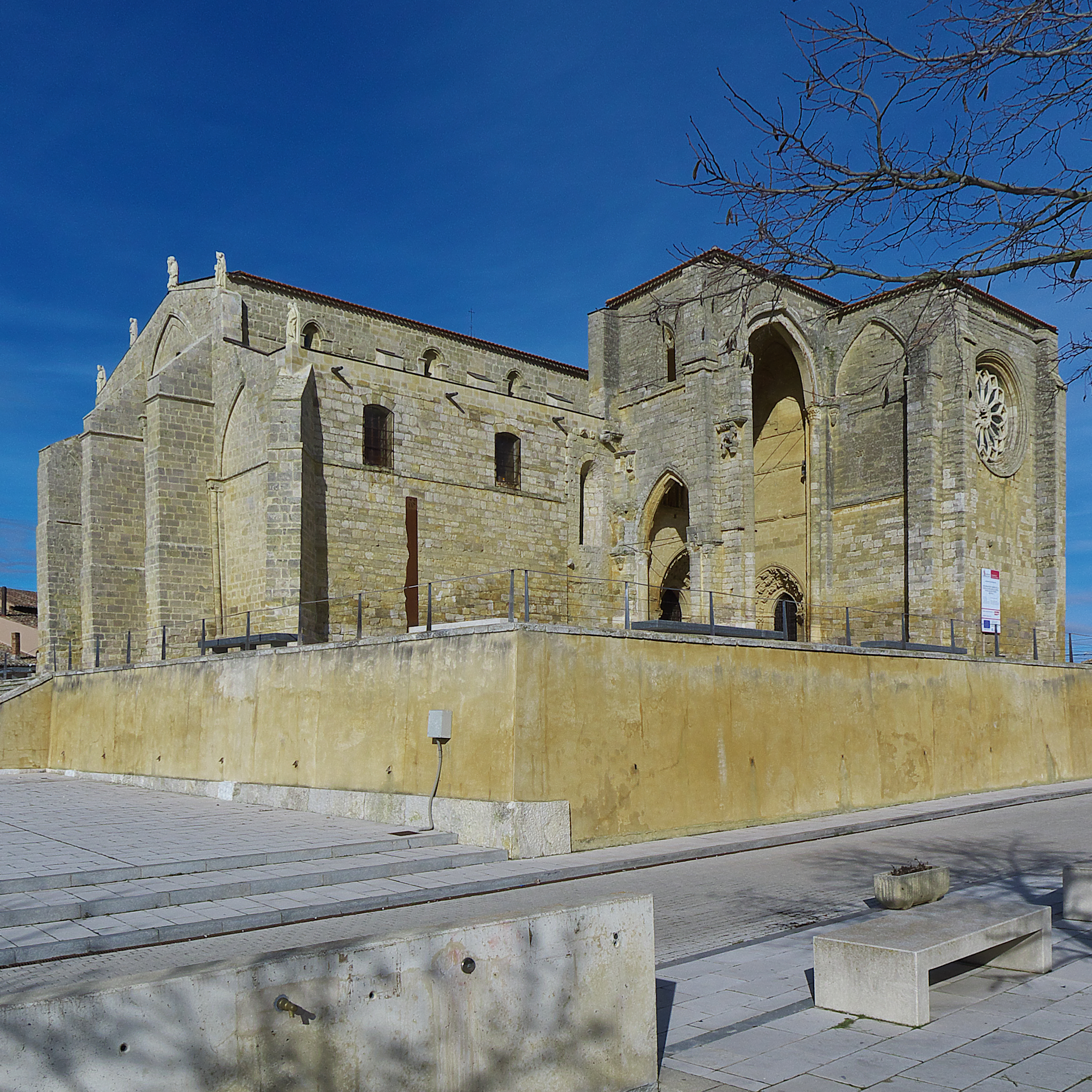
Iglesia de Santa María la Blanca (Villalcázar de Sirga)

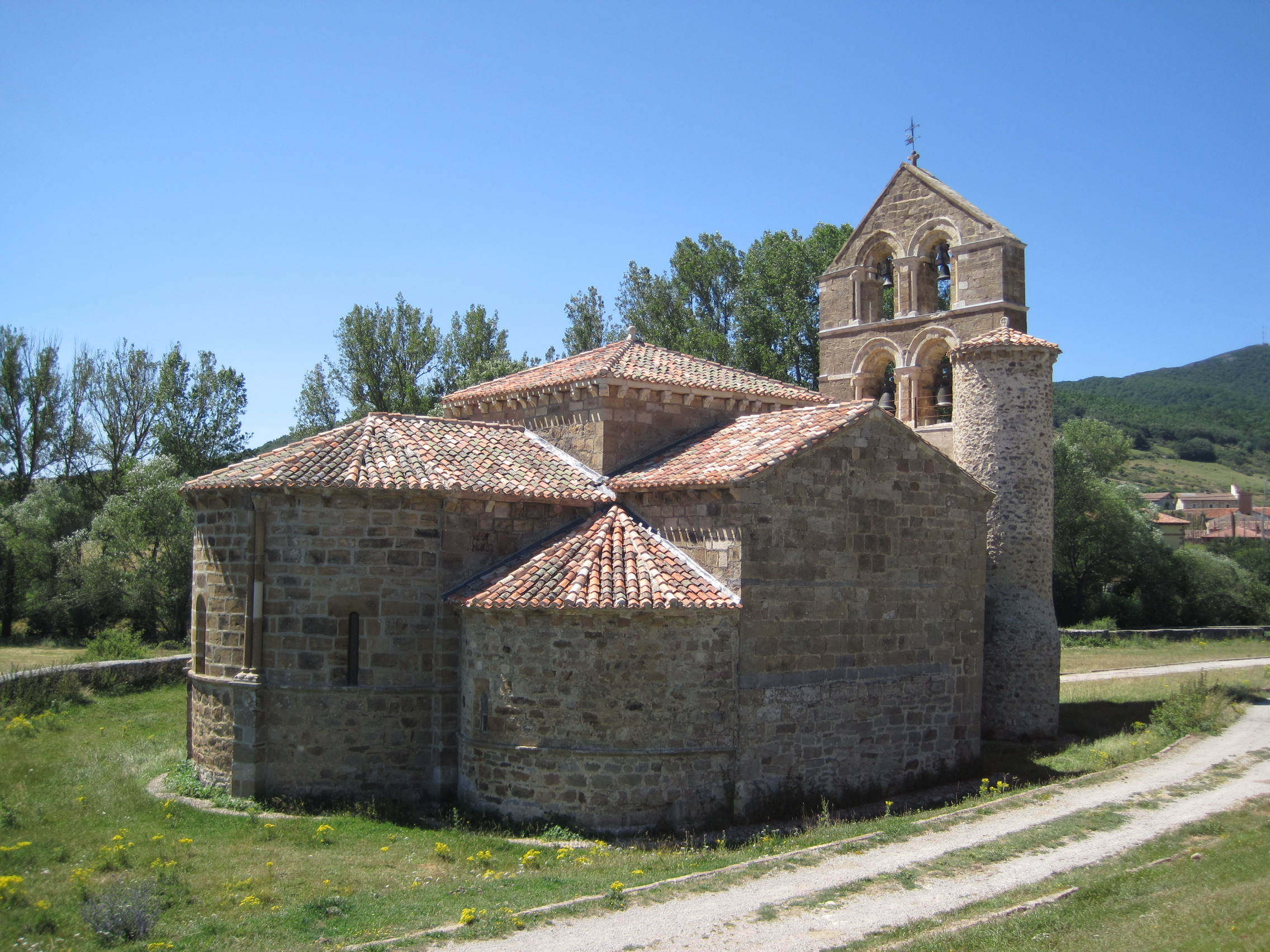
Colegiata de San Salvador

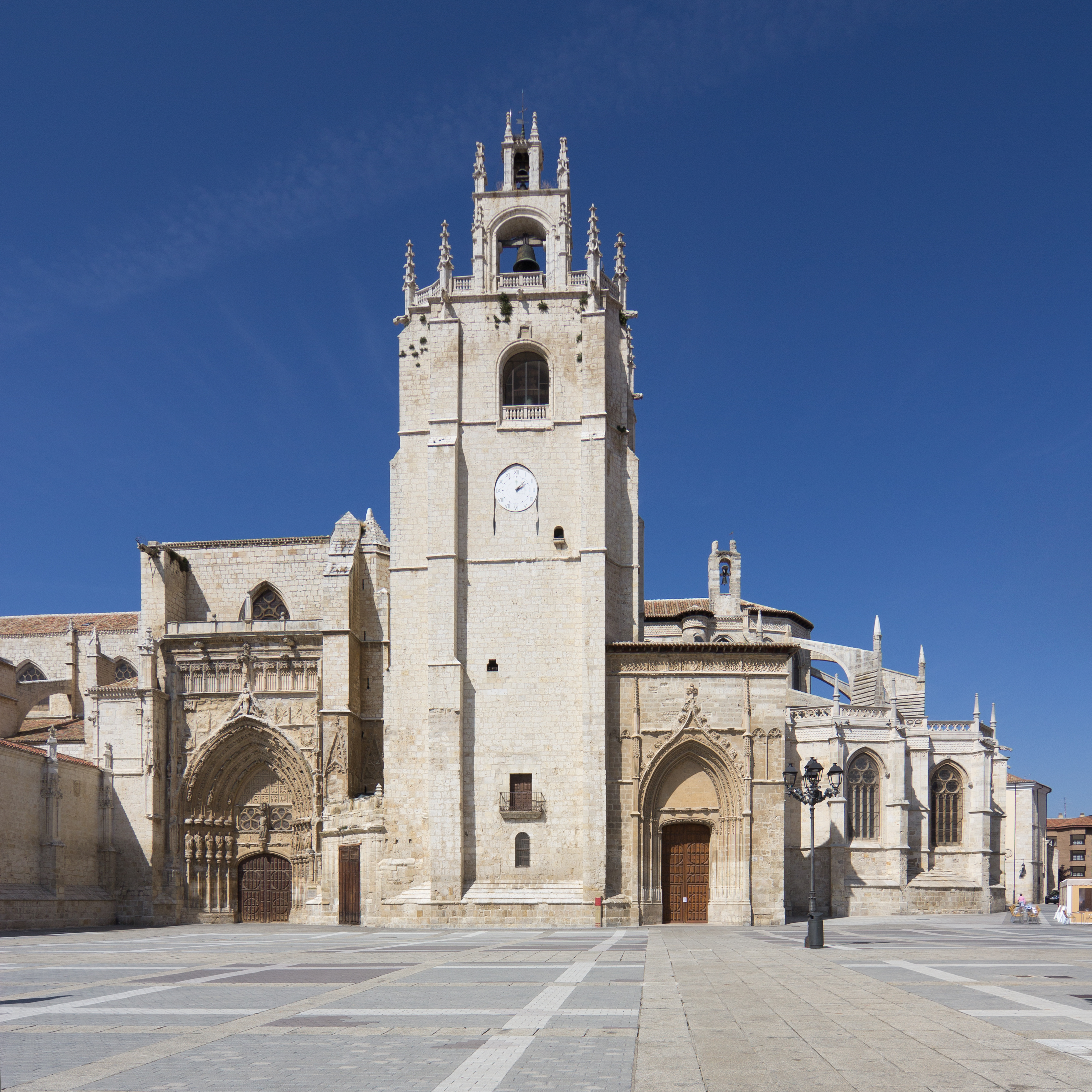
Catedral de Palencia

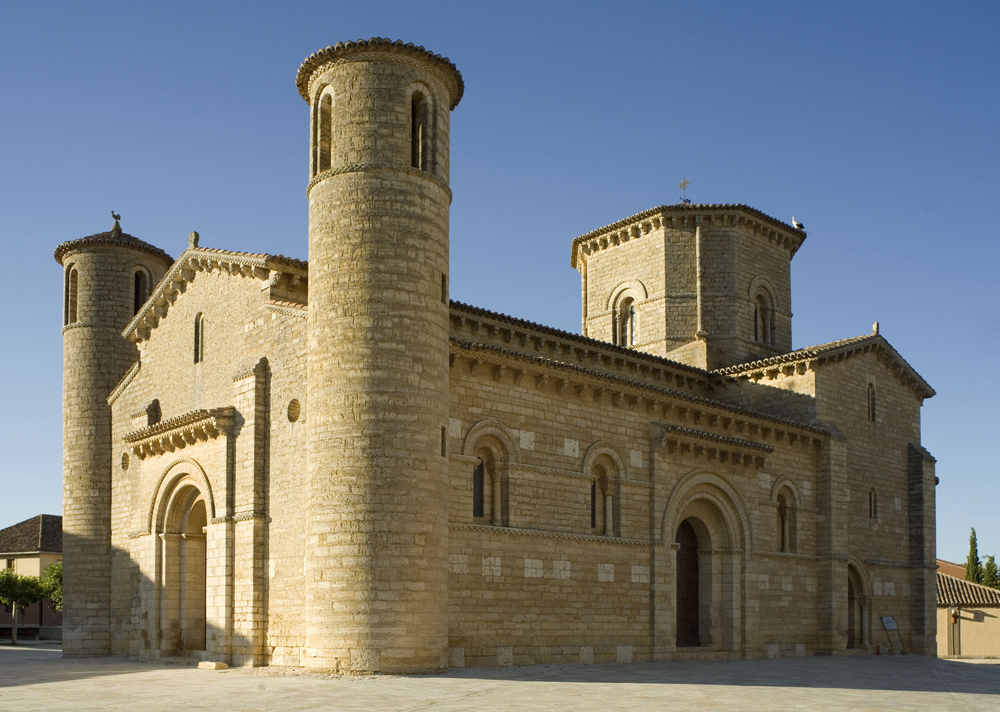
Iglesia de San Martín de Frómista, representativa del arte románico palentino y del románico castellano

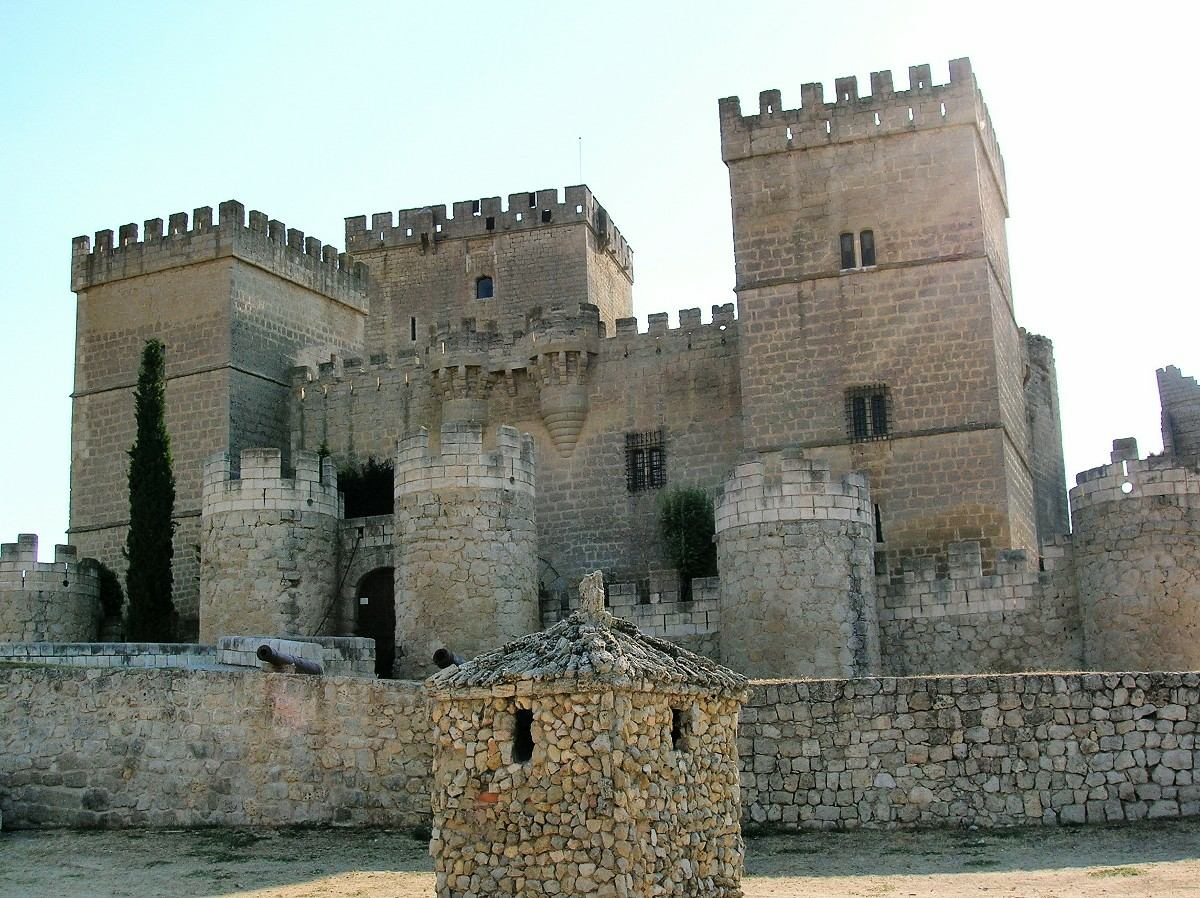
Castillo de Ampudia

Tradicionalmente, los dulzaineros y las jotas, son los amenizadores de las fiestas.
Fiestas de Interés Turístico Internacional
- Semana Santa en Palencia, en la ciudad de Palencia

Fiestas de Interés Turístico Nacional
- Fiestas de San Juan Bautista, en la localidad de Baños de Cerrato
- Descenso Internacional del Pisuerga, en la localidad de Alar del Rey
- Regata Internacional del Carrión, en la localidad de Velilla del Río Carrión
- Festival Nacional de exaltación del Cangrejo de Río, en la localidad de Herrera de Pisuerga
- Fiestas de Nuestra Señora del Carmen (Barruelo de Santullán)

Fiestas de Interés Turístico Regional
- La Rogativa a la Virgen del Otero
  - Lugar: Congosto de Valdavia
  - Fecha: Último sábado de mayo
- San Bartolomé
  - Lugar: Báscones de Ojeda
  - Fecha: Del 23 al 25 de agosto.
- Descenso Internacional del Pisuerga y Fiesta Palentina de las Piragüas
  - Lugar: Alar del Rey
  - Fecha: Segundo domingo de agosto, pero puede variar en función del calendario que apruebe la Federación Española de Piragüismo.
- Fiestas de San Juan Bautista
  - Lugar: Baños de Cerrato
  - Fecha: domingo siguiente al 24 de junio, festividad de San Juan Bautista.
- Exaltación del Cangrejo de Río
  - Lugar: Herrera de Pisuerga
  - Fecha: primer domingo del mes de agosto.
- Gran Paellada Ollerense
  - Lugar: Olleros de Pisuerga
  - Fecha: primer fin de semana del mes de agosto
- El Bautizo del Niño
  - Lugar: Palencia
  - Fecha: 1 de enero.
- Romería de Santo Toribio
  - Lugar: Palencia
  - Fecha: Semana Santa.
- Fiestas patronales de la Virgen del Valle
  - Lugar: Saldaña
  - Fecha: del 5 al 10 de septiembre.
- Día de Fuentes Carrionas y la Montaña Palentina
  - Lugar: Velilla del Río Carrión
  - Fecha: tercer domingo de julio.
- Encierro de San Bartolomé
  - Lugar: Villarramiel
  - Fecha: Del 24 al 26 de agosto.
- Corpus Christi
  - Lugar: Carrión de los Condes
  - Fecha: variable

### Patrimonio
| Buscar Patrimonio por: - 'Municipio' - 'Localidad' - 'Despoblados' - 'Castillos, fortalezas, murallas y torres' - 'Bien de interés cultural' (todos los BIC) | se pueden ordenar por Nombre ↑↓ Tipo ↑↓ Ubicación ↑↓ 1. 'Archivos' 2. 'Bibliotecas' 3. 'Conjuntos Históricos' 4. 'Monumentos' 5. 'Zonas Arqueológicas/Yacimientos' |

### Turismo

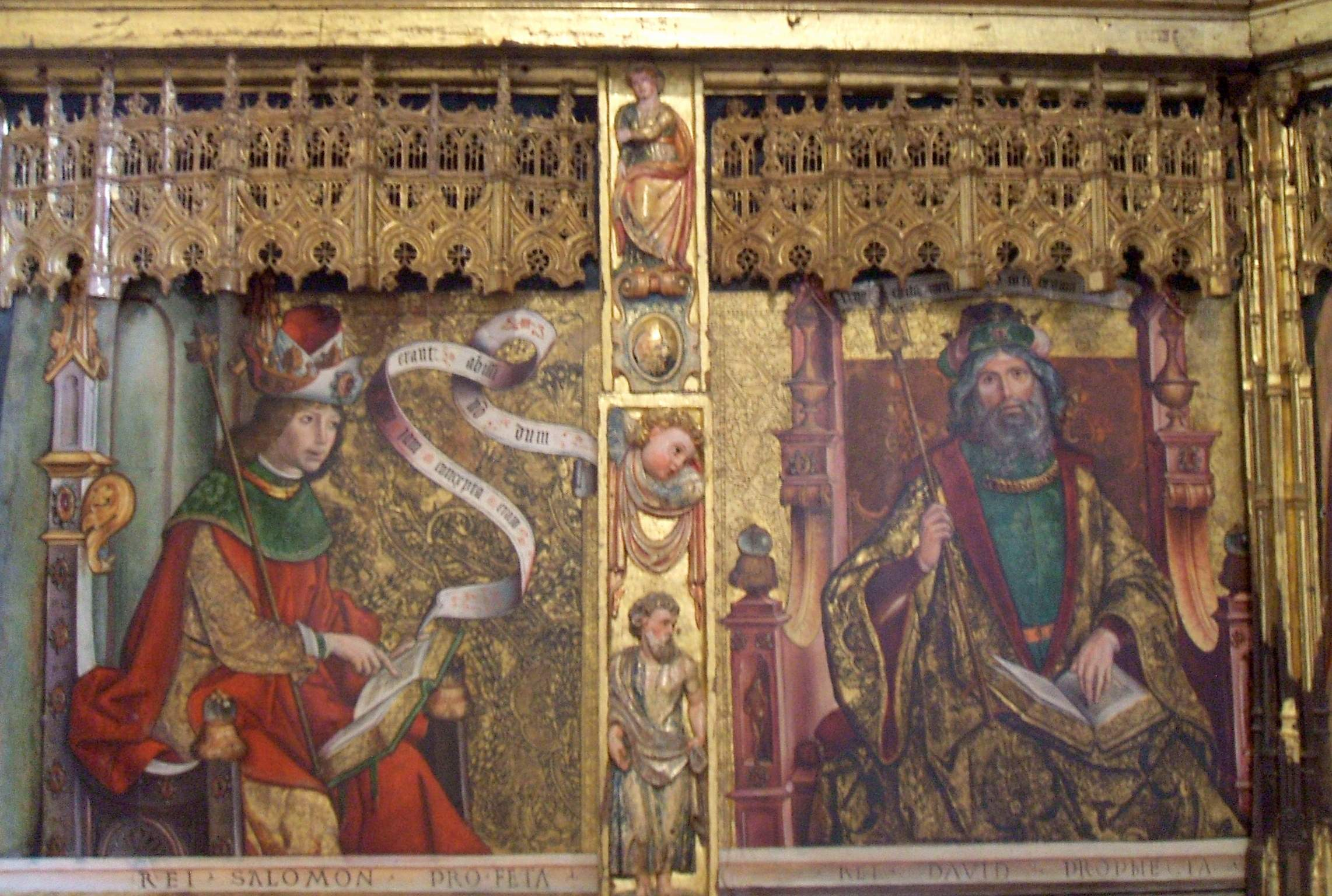
Los reyes Salomón y David, por Pedro Berruguete, iglesia de Santa María (Becerril de Campos)

## Provincias hermanas
- Aurora, Filipinas